# ایستگاه بالهام
ایستگاه بالهام (انگلیسی: Balham station) یکی از ایستگاه‌های خط شمالی متروی لندن و خط اصلی برایتون راه‌آهن انگلستان است.
ایستگاه راه‌آهن بالهام در سال ۱۸۶۳ و ایستگاه متروی بالهام در سال ۱۹۲۶ تأسیس شده‌است.